# L'HOMO
L'HOMO is een Lhbti-tijdschrift, gemaakt door de makers van het vrouwentijdschrift LINDA. L'HOMO wordt sinds 2009 eens per jaar uitgebracht. Het wordt uitgegeven door uitgeverij Mood for Magazines, een dochteronderneming van Talpa Network. Hoofdredacteur is Iebele van der Meulen.
Voorheen richtte het blad zich uitsluitend op homoseksuele mannen, maar sinds 2019 focust het magazine zich op de complete LHBTI+-gemeenschap.
In maart 2019 verkocht Sanoma het tijdschrift LINDA voor ruim 40 miljoen euro aan Talpa Network. De tijdschrifttitels LINDA, LINDA.meiden, LINDA.man, LINDA.wonen en L'HOMO gingen mee over.